# Rauf Denktaş
Rauf Raif Denktas (Pafo, 27 gennaio 1924 – Nicosia Nord, 13 gennaio 2012) è stato un politico cipriota di etnia turco cipriota.
È stato il presidente di Cipro del Nord dal 1983 al 2005. 
È stato vicepresidente della Repubblica di Cipro e dopo l'occupazione militare turca ha fondato lo Stato Federato Turco di Cipro e la Repubblica Turca di Cipro Nord nel 1983, riconosciuta internazionalmente solo dalla Turchia.